# Franz Pawlu
Franz Pawlu (česky František Pavlů) (4. říjen 1854, Bořitov – 1. září 1922, Brno) byl moravský architekt a stavitel v Brně.

## Život
František se narodil v Bořitově č. 58 jako syn tesařského mistra Jana Pavlů a Marie Svobodové. Dne 3. března 1878 se v Tišnově oženil s Marií Ptáčkovou z Bobrové. Po krátkém pobytu s rodiči v Tišnově odešel v 80. letech do Brna, kde pracoval jako pomocník na stavbách. Posléze studoval Stavební průmyslovou školu v Brně. V této době absolvoval praxi ve Vídni, kde se naučil moderním trendům.
Jeho kariéra skončila pádem rakouské monarchie. František zemřel na srdeční vadu v zemské nemocnici a posléze byl pohřben na ústředním hřbitově v hrobce č. 244–245.

### Děti
František a Marie měli spolu pět dětí – Arnolda (1880–1927), Oskara (1888–?), Františka (?–?), který vystudoval malbu na Akademii výtvarných umění u F. Engelmüllera, Marii (1900–1993), jenž se vzdala za advokáta Jaroslava Lorka (Loreck) a Romanu (1891–?).

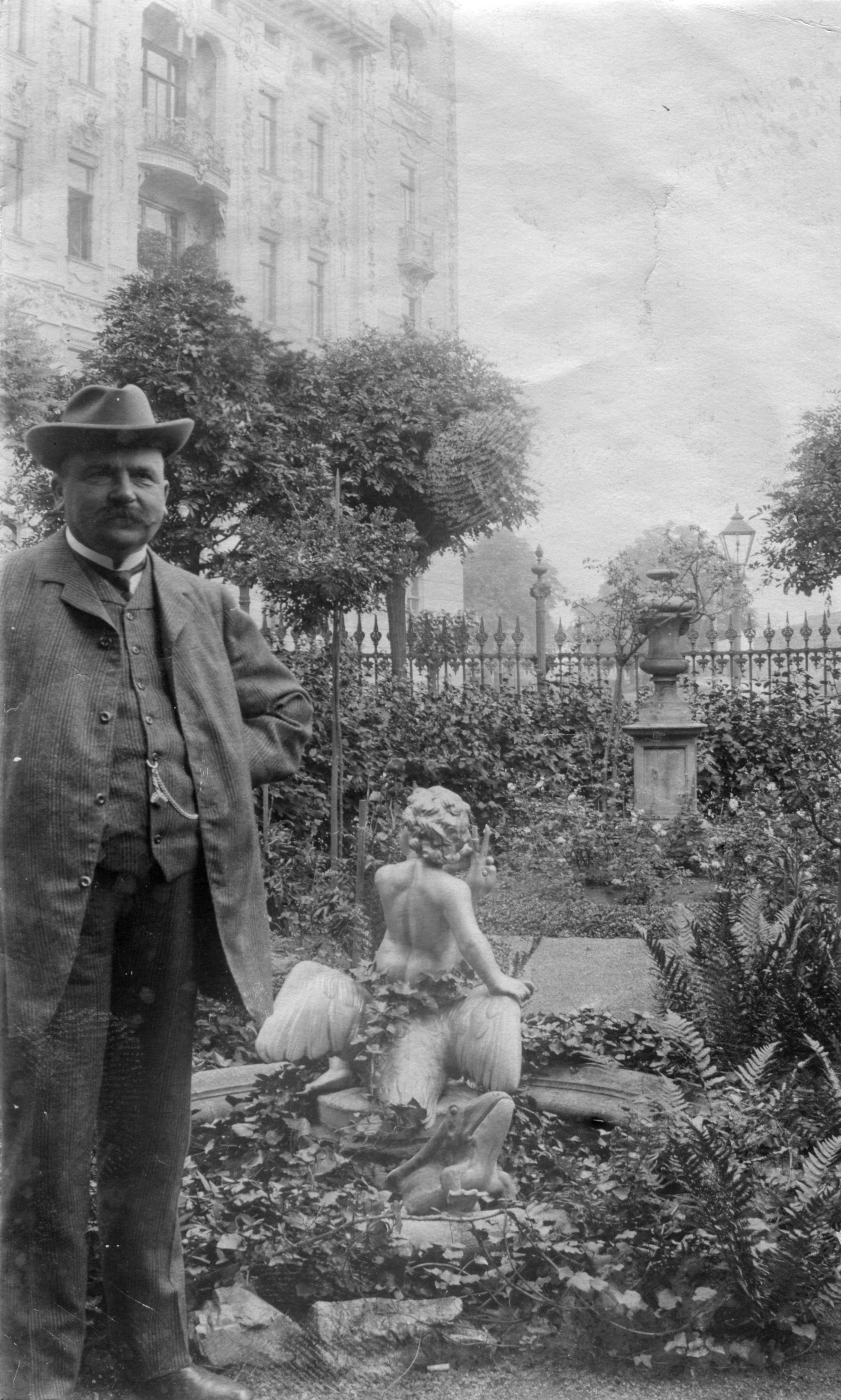
Franz u domu na Tivoli
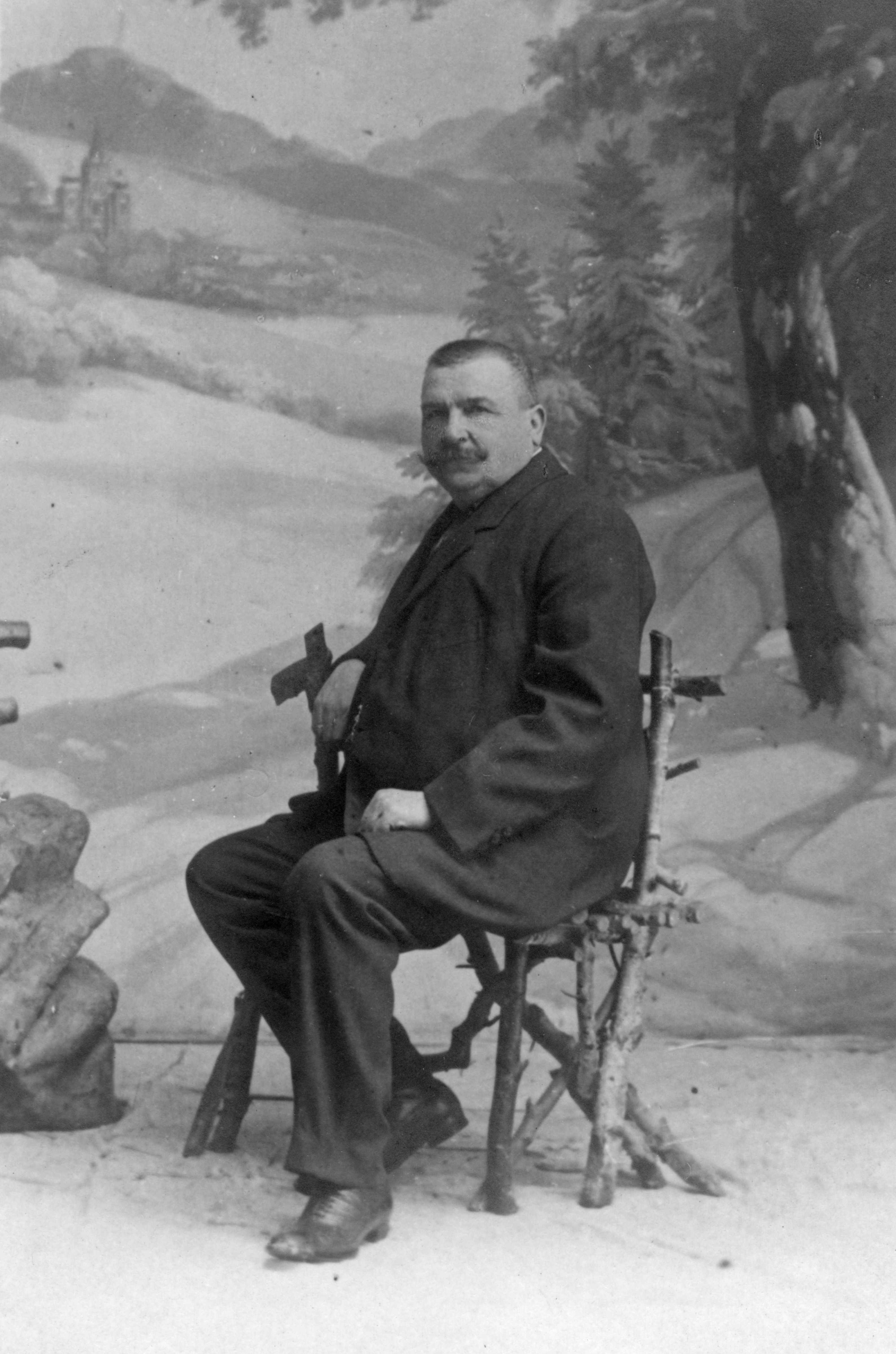
Franz v mysliveckém oděvu

## Stavby
Návrhy jeho staveb z počátku vychází z dramatických tendencí pozdního historismu, což je patrné také u jeho vlastních nájemních domů. Jeho řadu utilitárních budov posléze přerušila přestavba druhého klášterního kostela v Tišnově z let 1900 a 1901, kterou následovala řada nájemních domů ve stylu rané secese s florálními a antropomorfními prvky. Po odeznění secese se Pavlů navrátil k historismu, avšak barokizujícímu. Pavlů ovlivnil brněnskou zástavbu především v místě dnešního Konečného náměstí (tehdy jako Am Tivoli), kde v místech bývalého vojenského cvičiště postavil dvě cihelny (jedna přímo na náměstí, druhá v dnešní ulici Čápkova) a nechal odvézt velké množství zeminy a teren upravit pro budoucí náměstí. Zde pak postavil v letech 1908 až 1914 několik staveb, především tzv. Pawlu-hof. Měl se podílet také na stavbě Justičního paláce v Rooseveltově ulici a také opravě starého Mahenova divadla. Na rohu dnešních ulic Drobného a Erbenovy vyprojektoval a postavil honosný hotel Belveder. Vybudoval také celé ulice či jejich části, jako Veveří či Jiráskovu. Jeho stavební firma se ucházela o stavbu nové budovy České technické vysoké školy, což vzbudilo nevoli Čechů, jelikož jej považovali za Němce.
 

Pavlů spolupracoval s architekty A. von Wielemannsem, J. Gartnerem, O. Polívkou a dalšími. Ke konci 19. století zaměstnával svého synovce Josefa Müllera či syny Arnolda a Oskara. Pavlů byl za své zásluhy v brněnském stavitelství několikrát oceněn, stal se rytířem Řádu sv. Řehoře.

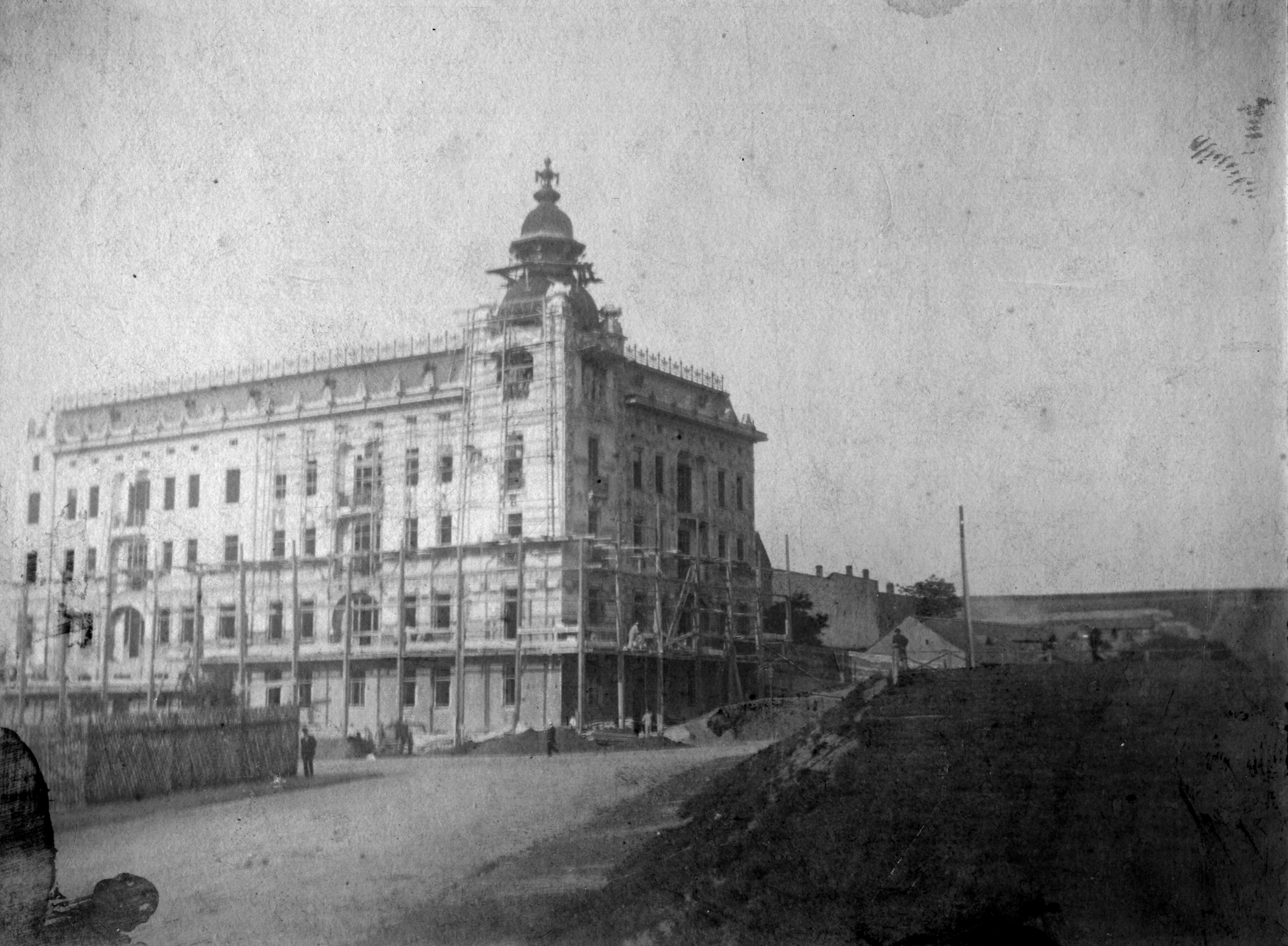
Stavba nájemního domu na Tivoli
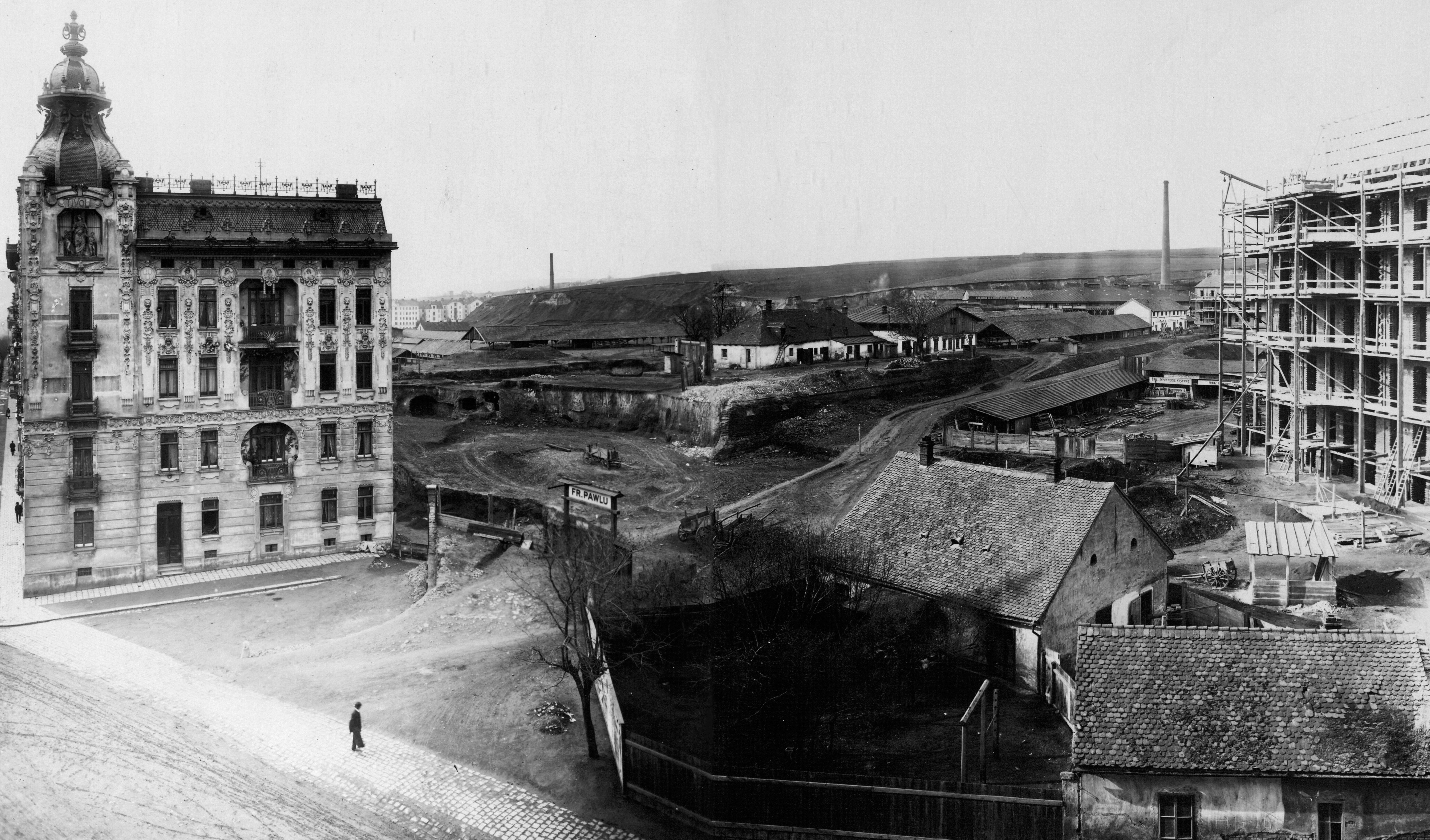
Pohled na nedokončený dům Tivoli a přilehlé cihelny. Kolem roku 1900.

### Seznam staveb
Soupis staveb navržených či postavených Františkem Pavlů.
| Rok        | Název stavby                | Místo                                        | Obrázek | Poznámka       |
| ---------- | --------------------------- | -------------------------------------------- | ------- | -------------- |
| 1887       | nájemné domy A. Tlaskala    | Křížová 48, 50, Brno                         |         |                |
| 1887       | nájemné domy                | Veveří 57, 59, 61, Brno                      |         |                |
| 1887       | nájemné domy A. L. Baase    | Veveří 48, Brno                              |         |                |
| 1887       | nájemné domy K. Nováka      | Staňkova 5, 7, 9, 11, 13, Brno               |         |                |
| 1887       | zvonařská dílna E. Webera   | Jugoslávská 44, Brno                         |         |                |
| 1887       | nájemní domy A. Pospiechové | Gorkého 30, Brno                             |         |                |
| 1889       | vlastní nájemný dům         | Veveří 51, Brno                              |         |                |
| 1888, 1894 | nájemné domy                | Jiráskova 38, 40, 42, Brno                   |         |                |
| 1890       | nájemný dům                 | Veveří 55, Brno                              |         |                |
| 1890–1891  | vlastní nájemné domy        | Jana Uhra 1, 2, 6, 8, 9, 10, Brno            |         |                |
| 1893–1894  | vlastní nájemný dům         | Veveří 71, Brno                              |         |                |
| 1894–1895  | vlastní nájemné domy        | Jiráskova 44, 46, Brno                       |         |                |
| 1894       | nájemné domy                | Veveří 67, 69, 71, Brno                      |         |                |
| 1896       | nájemné domy                | Jiráskova 48, 50, 52, Brno                   |         |                |
| 1897       | nájemné domy                | Jana Uhra 12, 14, 16, Brno                   |         |                |
| 1897–1898  | nájemné domy                | Jiráskova 37, 39, 41, 43, 45, Brno           |         |                |
| 1898       | nájemné domy                | Lidická 39, 41, Brno                         |         |                |
| 1898       | nájemný dům                 | Veselá 6, Brno                               |         |                |
| 1898–1900  | nájemné domy                | náměstí Svobody 13, 14, Brno                 |         |                |
| 1899       | nájemné domy                | Jiráskova 47, 49, 51, Brno                   |         |                |
| 1899       | nájemný dům                 | Veveří 13, Brno                              |         |                |
| 1900?      | nájemný dům                 | Mendlovo náměstí 13, Brno                    |         |                |
| 1900–1901  | přestavba kostela           | Klášterní kaple, Tišnov                      |         |                |
| 1900–1902  | nájemné domy                | Konečného náměstí 1, 2, 3, Brno              |         | tzv. Pawlu-Hof |
| 1900       | nájemné domy                | Jiráskova 59, 61, Brno                       |         |                |
| 1901       | nájemný dům                 | Hlinky 25, Brno                              |         |                |
| 1901       | nájemný dům                 | Výstavní 24, Brno                            |         |                |
| 1902–1904  | nájemné domy                | Cejl 84, 84a, 86, 88, 90, Brno               |         |                |
| 1902       | nájemné domy                | Antonína Slavíka 1, 3, 5, Brno               |         |                |
| 1903       | nájemný dům                 | Veveří 14, Brno                              |         |                |
| 1903       | nájemný dům                 | Drobného 14, Brno                            |         |                |
| 1903       | nájemné domy                | Jiráskova 53, 55, 57, Brno                   |         |                |
| 1904–1905  | nájemný dům                 | Úvoz 63, Brno                                |         |                |
| 1904       | nájemný dům                 | Antonína Slavíka 7, Brno                     |         |                |
| 1904       | nájemný dům                 | náměstí Svobody 18, Brno                     |         |                |
| 1905       | nájemný dům                 | Palackého 84, Brno                           |         |                |
| 1906       | nájemný dům                 | Bratislavská 33, Brno                        |         |                |
| 1906–1908  | nájemné domy                | Antonína Slavíka 9, 11, 13, 15, 17, 19, Brno |         |                |
| 1907–1908  | nájemné domy                | Helfertova 3, 5, 7, Brno                     |         |                |
| 1908–1909  | nájemný dům                 | Drobného 46, Brno (s Arnoldem. Pawlu)        |         |                |
| 1908–1909  | nájemné domy                | Veveří 52, 54, 56, 58, 60, Brno              |         |                |
| 1910       | nájemné domy                | Konečného náměstí 4, 5, 6, Brno              |         |                |
| 1910       | nájemný dům                 | Nerudova 2, Brno                             |         |                |
| 1911       | nájemné domy                | Čápkova 48, 50, Brno                         |         |                |
| 1912       | nájemný dům                 | Erbenova 2, Brno                             |         |                |
| 1912–1913  | nájemné domy                | Erbenova 4, 6, 6, Brno (s A. Pawlu)          |         |                |
| 1913–1914  | nájemný dům                 | Jánská 21, Brno (s A. Pawlu)                 |         |                |
| 1914       | nájemné domy                | Veselá 10, 12, Brno                          |         |                |
| 1914?      | nájemný dům                 | Veveří 73, Brno                              |         |                |
| 1914–1915  | nájemné domy                | Žižkova 1, 2, Brno                           |         |                |
| 1913       | nájemné domy                | Erbenova 1, 1a / Drobného 48, Brno           |         |                |
| 1914–1915  | nájemný dům                 | Úvoz 63, Brno                                |         |                |